# Le Pian-sur-Garonne

Le Pian-sur-Garonne este o comună în departamentul Gironde din sud-vestul Franței. În 2009 avea o populație de 715 de locuitori.

## Evoluția populației
| An        | 1975 | 1982 | 1990 | 1999 | 2006 | 2009 |
| --------- | ---- | ---- | ---- | ---- | ---- | ---- |
| Populație | 432  | 460  | 517  | 609  | 653  | 715  |